# 672 (tal)
672 är det naturliga heltal som följer 671 och följs av 673.

## Matematiska egenskaper
- 672 är ett jämnt tal.
- 672 är ett sammansatt tal.
- 672 är ett Ymnigt tal.
- 672 är ett semiperfekt tal.
- 672 är ett praktiskt tal.
- 672 är ett Polygontal.

## Inom vetenskapen
- 672 Astarte, en asteroid.